# Guerrilha antifranquista

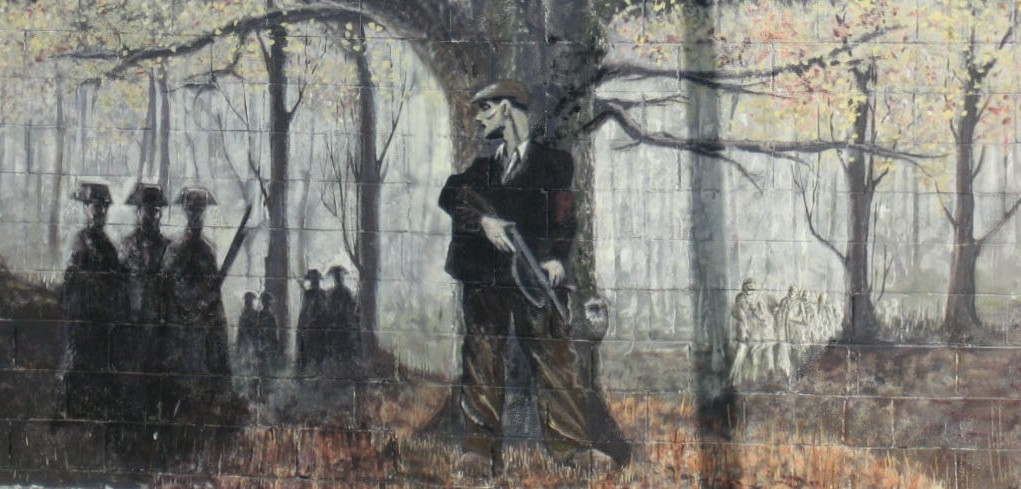
Graffiti em um muro de Sallent de Llobregat, relembrando os maquis espanhois.

Os maquis, também conhecidos como La guerrilla, Resistencia española ou GE (Guerrilleros Españoles) foi um movimento de diversos grupos de  guerrilheiros  antifascista na Espanha, que começou durante a Guerra Civil. O rápido inicio da Segunda Guerra Mundial surpreendeu muito dos combatentes republicanos no território francês; muitos deles aderiram à Resistência francesa no que foi a Grupación de Guerrilleros Españoles. A partir de 1944, com o a recuo dos exércitos alemães, muitos destes guerrilheiros reorientaram sua luta contra o fascismo na Espanha. Apesar do fracasso da invasão do Vale de Aran naquele ano, alguns progressos alcançados colunas internas e link para itens que haviam permanecido na montanha desde 1939.
O período auge da guerrilha foi entre 1945 e 1947. Em 1948 Franco deixa claro seu desejo que terminar com a guerrilheira comunista na Espanha. A partir deste ano se intensificou a repressão franquista, que gradualmente foi extinguindo os diversos grupos. Mas a dissolução da guerrilha não se deu apenas devido a ofensiva da guarda civil, já que muito se deu devido o desinteresse do Partido Comunista de Espanha em continuar a luta, especialmente Santiago Carrillo. Muitos de seus membros foram mortos ou presos (que em muitos casos também significava a morte), outros escaparam para a França ou Marrocos. No ano de 1952 se procede à evacuação dos últimos contingentes de importância.
Em 1991 foi erguido na cidade de Santa Cruz de Moya (Cuenca) um monumento aos guerrilheiros espanhóis, talvez o único em Espanha.